# Erica Tazel
Erica Tazel, född 31 mars 1977 i Dallas i Texas, är en amerikansk skådespelerska mest känd för rollen som karaktären Rachel Brooks, i FX-serien Justified. Hon har också medverkat i en del andra TV-serier, bland annat i Sex and the City, Brottskod: Försvunnen, Jericho, Tredje skiftet, The Office, Cityakuten, I lagens namn, Law & Order: Special Victims Unit, Life, Bones och Firefly.

## Filmografi (i urval)

### Filmer
- 2004 – House of D
- 2015 – Mr. Right
- 2023 – Big George Foreman

### TV-serier
- 2001 – Sex and the City (TV-serie)
- 2001 – Tredje skiftet (TV-serie)
- 2002 – Firefly (TV-serie)
- 2003 – Law & Order: Special Victims Unit (TV-serie)
- 2003 – I lagens namn (TV-serie)
- 2006 – Bones (TV-serie)
- 2007 – Jericho (TV-serie)
- 2007 – Brottskod: Försvunnen (TV-serie)
- 2007 – Cityakuten (TV-serie)
- 2008 – Life (TV-serie)
- 2009 – The Office (TV-serie)
- 2010–2015 – Justified (TV-serie)
- 2015 – NCIS (TV-serie)
- 2016 – Rötter (TV-serie)
- 2017 – The Night Shift (TV-serie)
- 2017 – The Orville (TV-serie)
- 2017–2018 – The Good Fight (TV-serie)
- 2018 – DC's Legends of Tomorrow (TV-serie)
- 2019 – Queen Sugar (TV-serie)
- 2019 – Raising Dion (TV-serie)
- 2020 – Lovecraft Country (TV-serie)
- 2021–2023 – Truth Be Told (TV-serie)
- 2022 – All American: Homecoming (TV-serie)

### Videospel
- 2016 – Mafia III (röst)